# آيت ابريرن (توغازولي)
آيت ابريرن هو دُوَّار يقع بجماعة آيت يول، إقليم تنغير، جهة درعة تافيلالت في المملكة المغربية. ينتمي الدوّار لمشيخة توغازولي التي تضم 5 دواوير. يقدر عدد سكانه بـ 574 نسمة حسب الإحصاء الرسمي للسكان والسكنى لسنة 2004.

## وصلات خارجية
- البوابة الوطنية للجماعات الترابية
- المندوبية السامية للتخطيط